# Klipr

Cutty Sark, historický snímek lodi

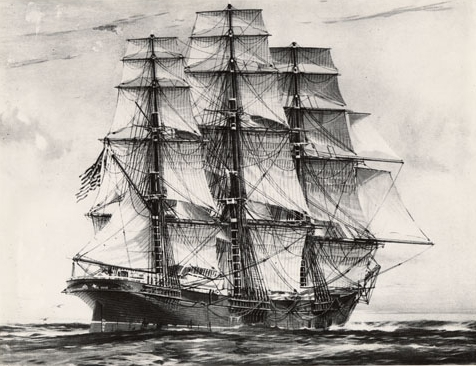
Klipr Sovereign of the Seas

Klipry byly rychlé plachetnice z 19. století, jež měly vícero stěžňů (zpravidla tři a více) a ráhnovou takeláž. Byly obvykle vzhledem ke své značné délce velmi štíhlé a měly ostrou příď. Měřeno standardy 19. století měly poměrně omezenou nosnost.
Klipry se stavěly v britských a amerických loděnicích. Několik jich však bylo postaveno i ve Francii, v Nizozemsku a v dalších zemích.
Klipr je označení účelu lodi, nikoli její konstrukce.
Tyto dlouhé, štíhlé lodě s mnoha plachtami na třech nebo čtyřech stěžních brázdily všechna světová moře a sloužily převážně k rychlé dopravě mezi Velkou Británií a jejími koloniemi na východě, mezi Evropou a Amerikou a v době Zlaté horečky v Kalifornii k dopravě mezi New Yorkem a San Franciskem cestou kolem Hornova mysu. Nizozemci začali stavět klipry od poloviny 19. století převážně pro obchod s čajem a pro přepravu cestujících na Jávu. Klipry dokázaly vyvinout na tehdejší dobu velmi vysokou rychlost a překonaly i první parníky, avšak vysoké rychlosti bylo dosaženo na úkor nosnosti. Typickým nákladem byl hlavně čaj, proto vznikl také pojem „čajový klipr“. Klipry byly označovány podle druhu nákladu nebo oblasti či linky, na které byly nasazeny: baltimorské klipry, opiové klipry, čajové klipry, kalifornské klipry, australské klipry, emigrantské klipry, vlněné klipry (dovážející vlnu z Austrálie).

## Oplachtění
Klipry stavěné po roce 1830 byly plnoplachetníky. To znamená, že měly minimálně tři stěžně, na kterých se nacházely příčné plachty. Na zadním stěžni se nalézala vratiplachta. Na každém stěžni byly minimálně čtyři příčné plachty, na větších lodích až šest plachet nad sebou. Od paluby k vrcholu stěžně se označují jako: dolní plachta, košová plachta, brámová plachta, královská plachta, oblohová plachta a měsíční plachta. V poslední čtvrtině 19. století byly u velkých lodí kvůli snadnější obsluze rozděleny nejprve košové a později také brámové plachty na dvě – dolní a horní. Celkem mohl mít klipr do 50 plachet. Kolem těchto plachet měl závětrové plachty na nástavcích na koncích ráhen, které zvětšovaly plochu oplachtění. Dosahoval rychlosti 15–17 uzlů, výjimečně až 21 uzlů, průměrná rychlost na trase činila 6–7 uzlů.
Klasický klipr druhé poloviny 19. století už měl ideální řešení lodního trupu i celé takeláže. Od roku 1845 se klipry stavěly podle teoretických výpočtů, které spolu s bohatým oplachtěním zabezpečovaly těmto lodím tehdy nebývalou rychlost. Pravda je, že kapitáni kliprů neskasávali plachty ani v bouřce, ale hnali lodě maximální rychlostí za každého počasí. Velký boom kliprů a vylepšování jejich designu, aby vyhověly požadavkům trhu na rychlou plavbu, způsobily zlatá kalifornská a australská horečka. Druhá polovina 19. století byla jejich nejproslulejším obdobím.